# Woodstock, Illinois
Woodstock là một thành phố thuộc quận McHenry, tiểu bang Illinois, Hoa Kỳ. Năm 2010, dân số của thành phố này là 24770 người.

## Dân số
Dân số qua các năm:
- Năm 2000: 20151 người.
- Năm 2010: 24770 người.